# Gent–Wevelgem 2025
Das Straßenradrennen Gent–Wevelgem 2025 war die 87. Austragung des belgischen Eintagsrennens. Das Rennen fand am 30. März statt und ist Teil der UCI WorldTour 2025. Das Frauenrennen wurde zuvor am selben Tag ausgetragen.
Den Sieg sicherte sich der Däne Mads Pedersen (Lidl-Trek), der bereits 70 Kilometer vor dem Ziel auf einem der Schotterabschnitte angriff und sich 56 Kilometer vor dem Ziel in der vorletzten Auffahrt des Kemmelberg als Solist absetzte. Er gewann schlussendlich mit einem Vorsprung von 49 Sekunden vor Tim Merlier (Soudal Quick-Step), der sich im Sprint um Platz zwei vor Jonathan Milan (Lidl-Trek) durchsetzte.

## Teilnehmende Mannschaften und Fahrer
Neben den 18 UCI WorldTeams gingen auch sieben UCI ProTeams bei dem Rennen an den Start. Für jedes Team waren sieben Fahrer startberechtigt, wobei Kamil Małecki (Q36.5 Pro Cycling Team) das Rennen nicht in Angriff nahm.
Mit Mads Pedersen (Lidl-Trek), Biniam Girmay (Intermarché-Wanty), Alexander Kristoff (Uno-X Mobility) und John Degenkolb (Team Picnic PostNL) starteten vier ehemalige Sieger bei der 87. Austragung.
In Abwesenheit von Mathieu van der Poel (Alpecin-Deceuninck), Wout van Aert (Team Visma-Lease a Bike) und Tadej Pogačar (UAE Team Emirates-XRG) galten Mads Pedersen, Jasper Stuyven (beide Lidl-Trek), Matteo Jorgenson, Tisej Benoot (beide Team Visma-Lease a Bike), Tim Wellens, Nils Politt (alle UAE Team Emirates-XRG), Arnaud De Lie (Lotto), Laurence Pithie (Red Bull-Bora-hansgrohe), Matej Mohorič, Fred Wright (beide Bahrain Victorious), Joshua Tarling (beide Ineos Grenadiers), Valentin Madouas (Groupama-FDJ), Matteo Trentin (Tudor Pro Cycling Team), Paul Magnier und Yves Lampaert (beide Soudal Quick-Step) als Favoriten der vorläufigen Startliste.
Hinzu kamen weitere endschnelle Fahrer wie Jasper Philipsen (Alpecin-Deceuninck), Tim Merlier (Soudal Quick-Step), Jonathan Milan (Lidl-Trek), Biniam Girmay, Olav Kooij (Team Visma-Lease a Bike), Jordi Meeus (Red Bull-Bora-hansgrohe), Michael Matthews (Team Jayco AlUla), Sam Bennett (Decathlon AG2R La Mondiale Team) Arnaud Démare (Arkéa-B&B Hotels), Alexander Kristoff, Søren Wærenskjold (beide Uno-X Mobility), Sebastián Molano (UAE Team Emirates-XRG), Phil Bauhaus (Bahrain Victorious) und Giacomo Nizzolo (Q36.5 Pro Cycling Team) die das Rennen primär im Sprint aus einer großen Gruppe für sich entscheiden konnten.
| UCI WorldTeams | UCI WorldTeams                  | UCI WorldTeams | UCI WorldTeams          | UCI WorldTeams | UCI WorldTeams          | UCI ProTeams | UCI ProTeams           |
| -------------- | ------------------------------- | -------------- | ----------------------- | -------------- | ----------------------- | ------------ | ---------------------- |
| ADC            | Alpecin-Deceuninck              | IGD            | Ineos Grenadiers        | DFP            | Team Picnic PostNL      | IPT          | Israel-Premier Tech    |
| ARK            | Arkéa-B&B Hotels                | GFC            | Intermarché-Wanty       | TVL            | Team Visma-Lease a Bike | LOT          | Lotto                  |
| TBV            | Bahrain Victorious              | LTK            | Lidl-Trek               | UAD            | UAE Team Emirates-XRG   | Q36          | Q36.5 Pro Cycling Team |
| COF            | Cofidis                         | MOV            | Movistar Team           | XAT            | XDS Astana Team         | TFB          | Team Flanders-Baloise  |
| DAT            | Decathlon AG2R La Mondiale Team | RBH            | Red Bull-Bora-hansgrohe |                |                         | TEN          | TotalEnergies          |
| EFE            | EF Education-EasyPost           | SOQ            | Soudal Quick-Step       |                |                         | TUD          | Tudor Pro Cycling Team |
| GFC            | Groupama-FDJ                    | JAY            | Team Jayco AlUla        |                |                         | UXM          | Uno-X Mobility         |

## Streckenführung
Die Strecke führte über 250,3 Kilometer von Ypern durch Westflandern nach Wevelgem, wobei sich die Streckenführung im Vergleich zum Vorjahr kaum verändert hatte. Eine zentrale Rolle nahm nach wie vor der Kemmelberg ein, der insgesamt dreimal überquert werden musste und zugleich die letzte Schwierigkeit des Tages darstellte. Insgesamt standen drei Schotterstraßen, zwei Kasseien (Kopfsteinpflasterstraßen) und neun Hellingen (kurze steile Anstiege) auf dem Programm.
Nach dem offiziellen Start führte die Strecke zunächst für rund 25 Kilometer in Richtung Osten, ehe eine Wende kurz vor Kortrijk erfolgte. Südlich von Roeselare ging es nun über Houthulst und Diksmuide nach Veurne, wo die Strecke nach rund 95 Kilometern ihren nördlichsten Punkt erreichte. Dieser Abschnitt ist auch als De Moeren bekannt und führte in Vergangen Austragungen aufgrund des Windes immer wieder zu Selektionen im Fahrerfeld. Im Anschluss folgten die Fahrer der belgisch-französischen Grenze in Richtung Süden, wobei sie mehrmals die Fahrtrichtung änderten. Nach Poperinge wurde rund 100 Kilometer vor dem Ziel der Startort Ypern passiert, ehe die erste Serie von Anstiegen erfolgte. Die erste Steigung, der Scherpenberg, wurde nach 147,9 Kilometern überquert. Innerhalb von 20 Kilometern folgten nun der Baneberg, Monteberg, sowie die erste Auffahrt des gepflasterten Kemmelberg, die aus südlicher Richtung erfolgte. Rund 70 Kilometer vor dem Ziel folgten drei Schotter-Sektoren, ehe die zweite Serie von Anstiegen in Angriff genommen wurde. Nun ging es ein weiteres Mal über den Monteberg, die Südauffahrt des Kemmelberg, den Scherpenberg und den Baneberg. Abschließend wurde die Nordauffahrt des Kemmelberg absolviert, der 34,3 Kilometer vor dem Ziel zum dritten und letzten Mal überquert wurde. Nach den Anstiegen ging es auf flachen Straßen Richtung Norden nach Ypern und anschließend entlang der N8 nach Westen. Die Zieleinfahrt in Wevelgem befand sich am Ende einer langen und flachen Geraden.
|                        | km    | Kopfsteinpflaster | Länge (m) | Steigung | Schotterstraße |
| ---------------------- | ----- | ----------------- | --------- | -------- | -------------- |
| Beauvoordestraat       | 109,6 | ●                 | 300       |          |                |
| Veurnestraat           | 112,7 | ●                 | 1200      |          |                |
| Scherpenberg           | 147,9 |                   | 1000      | ⌀ 2,3 %  |                |
| Baneberg               | 156,7 |                   | 1300      | ⌀ 6 %    |                |
| Monteberg              | 162,6 |                   | 1000      | ⌀ 5,4 %  |                |
| Kemmelberg (Belvedère) | 164,4 | ●                 | 400       | ⌀ 10,4 % |                |
| Hill 63                | 176,9 |                   | 1300      |          | ●              |
| Christmas Truce        | 179,4 |                   | 2100      |          | ●              |
| The Catacombs          | 181,7 |                   | 650       |          | ●              |
| Monteberg              | 192,7 |                   | 1000      | ⌀ 5,4 %  |                |
| Kemmelberg (Belvedère) | 194,5 | ●                 | 400       | ⌀ 10,4 % |                |
| Scherpenberg           | 202   |                   | 1000      | ⌀ 2,3 %  |                |
| Baneberg               | 210,7 |                   | 1300      | ⌀ 6 %    |                |
| Kemmelberg (Ossuaire)  | 216   | ●                 | 700       | ⌀ 10,9 % |                |
| Ziel                   | 250,3 |                   |           |          |                |

## Rennverlauf und Rennergebnis
Mit Kamil Małecki (Q36.5) ging ein Fahrer nicht an den Start der 87. Austragung. Nach rund 20 Kilometern bildete sich eine neun Fahrer umfassende Ausreißergruppe, in der mit Marco Haller (Tudor), Jasha Sütterlin (Jayco AlUla), Rui Oliveira (UAE Team Emirates-XRG), Max Walker (EF Education-EasyPost), Sam Maisonobe (Cofidis), William Blume Levy (Uno-X Mobility), Victor Vercouillie (Flanders-Baloise), Samuel Leroux und Alexys Brunel (beide TotalEnergies) vertreten waren. Sie fuhren einen maximalen Vorsprung von rund vier Minuten heraus, ehe es in De Moeren ging, einen Abschnitt, der für seine Windanfälligkeit bekannt ist. Hier wurden Fahrer wie Jasper Philipsen (Alpecin-Deceuninck), Tim Merlier (Soudal Quick-Step) und Arnaud De Lie (Lotto) kurzzeitig abgehängt, wobei letzterer das Rennen in weiterer Folge aufgab. Da der Vorsprung der Ausreißer auf rund eine Minute geschmolzen war, griffen nun Johan Jacobs (Groupama-FDJ) und Victor Campenaerts (Visma-Lease a Bike) an, wobei nur letzterer den Anschluss zur Spitzengruppe kurz nach dem Baneberg schaffte. In der ersten Auffahrt des Kemmelberg, fiel Victor Vercouillie als erster Fahrer der Spitzengruppe zurück, in der sich somit erneut neun Fahrer befanden. Dahinter kam es zu den ersten Angriffen im Hauptfeld, wobei sich keine Gruppe entscheidend lösen konnte.
Nach der ersten Kemmelberg Auffahrt folgten die drei Schotter-Sektoren Hill 63, Christmas Truce und The Catacombs. Auf dem ersten Sektor zerfiel die Spitzengruppe, deren Vorsprung nur noch rund 50 Sekunden betrug. Dahinter forcierte Mads Pedersen (Lidl-Trek) das Tempo rund 73 Kilometer vor dem Ziel, wobei ihm nur Jasper Philipsen, Olav Kooij (Visma-Lease a Bike) und Arjen Livyns (Lotto) folgen konnten. Ersterer fiel jedoch kurz darauf wegen eines Platten zurück, ehe Olav Kooij in einer Linkskurve zu Sturz kam und das Rennen mit einem Schlüsselbeinbruch beenden musste. Mit dem Belgier am Hinterrad schloss Mads Pedersen rund 64 Kilometer vor dem Ziel zu den verbliebenen Ausreißern auf, womit sich nun neun Fahrer an der Spitze des Rennens befanden, die einen Vorsprung von einer Minute auf das dezimierte Hauptfeld aufwiesen.
In der Zweiten Auffahrt des Kemmelberg trat Mads Pedersen erneut an und setzte sich rund 56 Kilometer vor dem Ziel als Solist ab. Mit wenigen Sekunden Rückstand folgten ihm Victor Campanaerts, Marco Haller und Arjen Livyns, wobei das Trio nun sukzessive an Zeit verlor. Auf der weiteren Fahrt über den Scherpenberg, Baneberg und der letzten Passage des Kemmelberg baute Mads Pedersen einen Vorsprung gegenüber der Verfolgergruppe weiter aus und ging mit einem Vorsprung von eineinhalb Minuten auf die verbliebenen 34 Kilometer, die flach nach Wevelgem führten. Das Hauptfeld lag zu diesem Zeitpunkt bereits zwei Minuten zurück. Schlussendlich gewann Mads Pedersen zum dritten Mal Gent–Wevelgem, wobei er sich mit einem Vorsprung von 49 Sekunden durchsetzte. Nachdem die Verfolgergruppe vom Hauptfeld eingeholt worden war, setzte sich Tim Merlier im Sprint um Platz zwei vor Jonathan Milan (Lidl-Trek) durch.
| Platz | Fahrer             | Nation | Team                    | Zeit                   |
| ----- | ------------------ | ------ | ----------------------- | ---------------------- |
| 01.   | Mads Pedersen      | DEN    | Lidl-Trek               | 5:30:21 h (45,46 km/h) |
| 02.   | Tim Merlier        | BEL    | Soudal Quick-Step       | + 0:49 min             |
| 03.   | Jonathan Milan     | ITA    | Lidl-Trek               | "                      |
| 04.   | Alexander Kristoff | NOR    | Uno-X Mobility          | "                      |
| 05.   | Hugo Hofstetter    | FRA    | Israel-Premier Tech     | "                      |
| 06.   | Davide Ballerini   | ITA    | XDS Astana Team         | "                      |
| 07.   | Biniam Girmay      | ERI    | Intermarché-Wanty       | "                      |
| 08.   | Jenno Berckmoes    | BEL    | Lotto                   | "                      |
| 09.   | Jordi Meeus        | BEL    | Red Bull-Bora-hansgrohe | "                      |
| 10.   | Laurenz Rex        | BEL    | Intermarché-Wanty       | "                      |

## Vergabe der UCI-Punkte
Gent–Wevelgem 2025 ist Teil der UCI WorldTour 2025. Nach dem Rennen wurden UCI-Punkte vergeben, die sich auf die Platzierung der Fahrer und Mannschaften im UCI Ranking auswirkten. Die Punktevergabe erfolgte nach folgendem Schlüssel:
| Platzierung  | 1.  | 2.  | 3.  | 4.  | 5.  | 6.  | 7.  | 8.  | 9.  | 10. | Anmerkung                               |
| ------------ | --- | --- | --- | --- | --- | --- | --- | --- | --- | --- | --------------------------------------- |
| Tageswertung | 500 | 400 | 325 | 275 | 225 | 175 | 150 | 125 | 100 | 85  | gestaffelt bis zum 60. Platz (3 Punkte) |